# Martino Goretti
Martino Goretti (Lecco, 27 settembre 1985) è un canottiere italiano.

## Biografia
Ha sposato la canottiera olandese Sophie Souwer.
Si è laureato campione iridato nell'8 pesi leggeri ai mondiali di Kaizu 2008, Eaton 2006 e Poznań 2009, Linz 2019 e ad Atene nel 2003 e Hazewinkel nel 2006.
Ha rappresentato l'Italia ai Giochi olimpici estivi di Londra 2012, dove si è classificato 12º nel 4 senza pesi leggeri, con Daniele Danesin, Marcello Miani e Andrea Caianiello.
Ha fatto la sua seconda apparizione olimpica a Rio de Janeiro 2016, gareggiando nel quattro senza pesi leggeri con Livio La Padula, Stefano Oppo e Pietro Ruta, concludendo la finale in 4ª posizione.
Ai mondiali di Linz-Ottensheim 2019 ha vinto l'oro nel singolo pesi leggeri, precedendo sul podio l'ungherese Péter Galambos e l'australiano Sean Murphy.

## Palmarès
- Mondiali

Kaizu 2008: oro nell'8 pesi leggeri.
Eaton 2006: oro nell'8 pesi leggeri.
Poznań 2009: oro nell'8 pesi leggeri.
Bled 2011: argento nel 4 senza pesi leggeri.
Plovdiv 2012: argento nell'8 pesi leggeri.
Chungju 2013: argento nel 2 senza pesi leggeri.
Linz-Ottensheim 2019: oro nel singolo pesi leggeri.
- Europei

Plovdiv 2012: oro nel 4 senza pesi leggeri.
Varese 2012: oro nel 4 senza pesi leggeri.
Račice 2012: argento nel 4 senza pesi leggeri.
Glasgow 2018: argento nel singolo pesi leggeri.
Lucerna 2019: bronzo nel singolo pesi leggeri.
Varese 2021: oro nel 4 di coppia pesi leggeri.
Monaco di Baviera 2022: oro nel 4 di coppia pesi leggeri.